# Žernov u Semil
Žernov (deutsch: Schernow) ist eine Gemeinde im Okres Semily, Liberecký kraj in Tschechien.

## Geschichte
Der Ort wurde 1375 erstmals urkundlich erwähnt. 

## Gemeindegliederung
Die Gemeinde Žernov besteht aus den Ortsteilen Křečovice 1.díl (Kretschowitz 1.Teil), Podtýn (Podtein), Proseč (Prosetsch), Sýkořice (Sejkorschitz) und Žernov (Schernow). Grundsiedlungseinheiten sind Přední Proseč (Vorderprosetsch), Sýkořice und Žernov.

## Weblink
- Homepage